# Chone perseyi
Chone perseyi är en ringmaskart som beskrevs av Zenkevitch 1925. Chone perseyi ingår i släktet Chone och familjen Sabellidae. Inga underarter finns listade i Catalogue of Life.